# Casa Bonaventura Ferrer
La casa Bonaventura Ferrer és un edifici modernista situat al Passeig de Gràcia, 113 de Barcelona, catalogat com a bé cultural d'interès local.

## Història
El 1905, Josep Matheu i Ferrer, en representació de la seva mare Bonaventura Ferrer i Catasús, vídua de Josep Matheu i Mercader, va presentar-ne el projecte, obra de l'arquitecte Pere Falqués i Urpí (tot i que els plànols foren signats pel mestre d'obres Lluís de Miquel Roca), i fou construït entre aquesta data i 1906.
Al darrer quart del segle xx, l'edifici va arribar a un notable estat de degradació, però la seva inclusió dins del Catàleg del Patrimoni Arquitectònic Històric-Artístic de Barcelona del 1979 va evitar-ne l'enderroc. Va pertànyer a l'empresa Oms i Vinyes i posteriorment al Deutsche Bank, i el 2002 va ser rehabilitat i condicionat per l'empresa El Palauet 113 com a espai per a esdeveniments (moda, presentacions, celebracions socials privades, etc.).

## Descripció
La façana principal al passeig de Gràcia té soterrani, planta baixa, planta noble, tres pisos i terrat, mentre que al carrer de la Riera de Sant Miquel hi ha un cos molt més petit, de només planta i pis i de característiques formals i cronològiques ben diferents.
La façana principal destaca pels seus elements decoratius i escultòrics. A nivell compositiu es distingeixen tres eixos verticals, essent el central el més rellevant tant pel tipus d'elements estructurals que incorpora com per la riquesa escultòrica i decorativa dels mateixos. En aquest sentit, destaca la decoració escultòrica de la porta d'accés a la finca -localitzada en un dels eixos laterals- i molt especialment la finestra central de la planta baixa i la tribuna del primer pis. La finestra localitzada a la planta baixa, es desenvolupa a l'altura d'un nivell entremig, que molt probablement pren com a model les finestres dels estudis dels grans casals urbans de Barcelona dels segles xvi i xvii, de sobre conegudes per Falqués. L'ampit de la finestra, profusament decorat, presenta forma de capitell jònic amb grans volutes i fulls d'acant, al centre del qual, s'inscriu una petita obertura que es correspon amb la ventilació del nivell de soterrani. Una potent estructura amb mènsules sobreposades i esculpides en voladís configuren la llinda de la finestra, al mateix temps que serveix com a base del balcó de la planta noble. Aquesta tribuna és un dels elements més característics de la façana, amb un gran finestral que, prenent com a referència les finestres coronelles medievals amb un mainell central, reinterpreta el model a una major escala i una gran columna central. Aquesta columna incorpora al seu fust i capitell elements de ferro, material utilitzat també a les baranes dels balcons i les fusteries de les finestres. Aquesta galeria sobresurt considerablement respecte del plom de la façana, fet que permet desenvolupar un balcó en voladís en el segon pis. A partir de segon pis, els balcons en voladís desapareixen i deixen pas a balcons ampitats.
La façana posterior d'aquest cos d'edifici principal té unes singulars galeries amb una estructura semicircular de fusta, ferro i vidre emplomat realment remarcable.
L'accés principal al passeig de Gràcia es realitza a partir d'una gran portalada (que encara conserva la porta de fusta original) a través de la qual s'accedeix a un primer vestíbul de reduïdes dimensions amb uns graons que condueixen a un altre més ampli, on es localitza l'escala d'accés al pisos superiors. Destaca la barana de ferro de l'escala que incorpora una llum igualment de ferro i vidre. La resta de llums de paret localitzades al vestíbul recullen la mateixa idea. L'escala localitzada en aquest vestíbul dona accés al pisos superiors (a partir de la planta principal) actualment habilitats com apartaments de lloguer de luxe.
La planta baixa és probablement un dels àmbits més rellevants de l'edifici des del punt de vista decoratiu. L'espai conegut actualment com a "Saló del Passeig de Gràcia" es troba cobert per un sostre de fusta policromada i traceries vegetals, mentre que l'espai que es desenvolupa a continuació es cobreix amb un sostre de guix motllurat, policromat i puntualment daurat.
Però sense cap mena de dubte, l'espai més característic de l'edifici es el gran àmbit central localitzat al centre de la planta baixa, que recuperant la funció dels antics patis descoberts medievals i barrocs, funciona com distribuïdor dels espais de la planta baixa i dona accés al pis noble. Aquest espai, cobert amb una estructura de claraboia amb vitralls emplomats policroms, comunica la planta baixa amb el primer pis a través d'una escala noble de fusta que queda inclosa dins d'una gran estructura, també de fusta de gran qualitat tècnica i decorativa, on els motius vegetals envolten l'espai, especialment a la barana de l'escala i de la galeria del primer pis. Aquesta galeria que circumda tot el primer pis o planta noble, on es localitzen dos grans salons, el «Saló del mirador» i el «Saló dels vitralls», tots dos coberts per sostres de guix policromats i daurats d'estil modernista i decó. Destaca la fusteria i les llums de paret conservades i presents a nombrosos espais de la finca.
A la planta baixa també hi ha un espai conegut com el «Conservatori», de planta semicircular cobert amb una estructura de ferro i vitralls que crea una estança tipus hivernacle molt ampla i lluminosa. A aquest espai s'hi accedeix a través d'una sala que es caracteritza pel magnífic treball de fusta tant a les portes com als sostres de fusta tallada i policromada amb motius vegetals que segueixen altres models presents a l'edifici.
La planta soterrani, actualment buida i adaptada als nous usos de l'edifici (esdeveniments socials i culturals), destaca pels pilars de maó que suporten les voltes de maó de pla, tot creant un espai molt diàfan que contrasta amb els usos originals: les antigues cuines, carboneres i habitacions del servei.

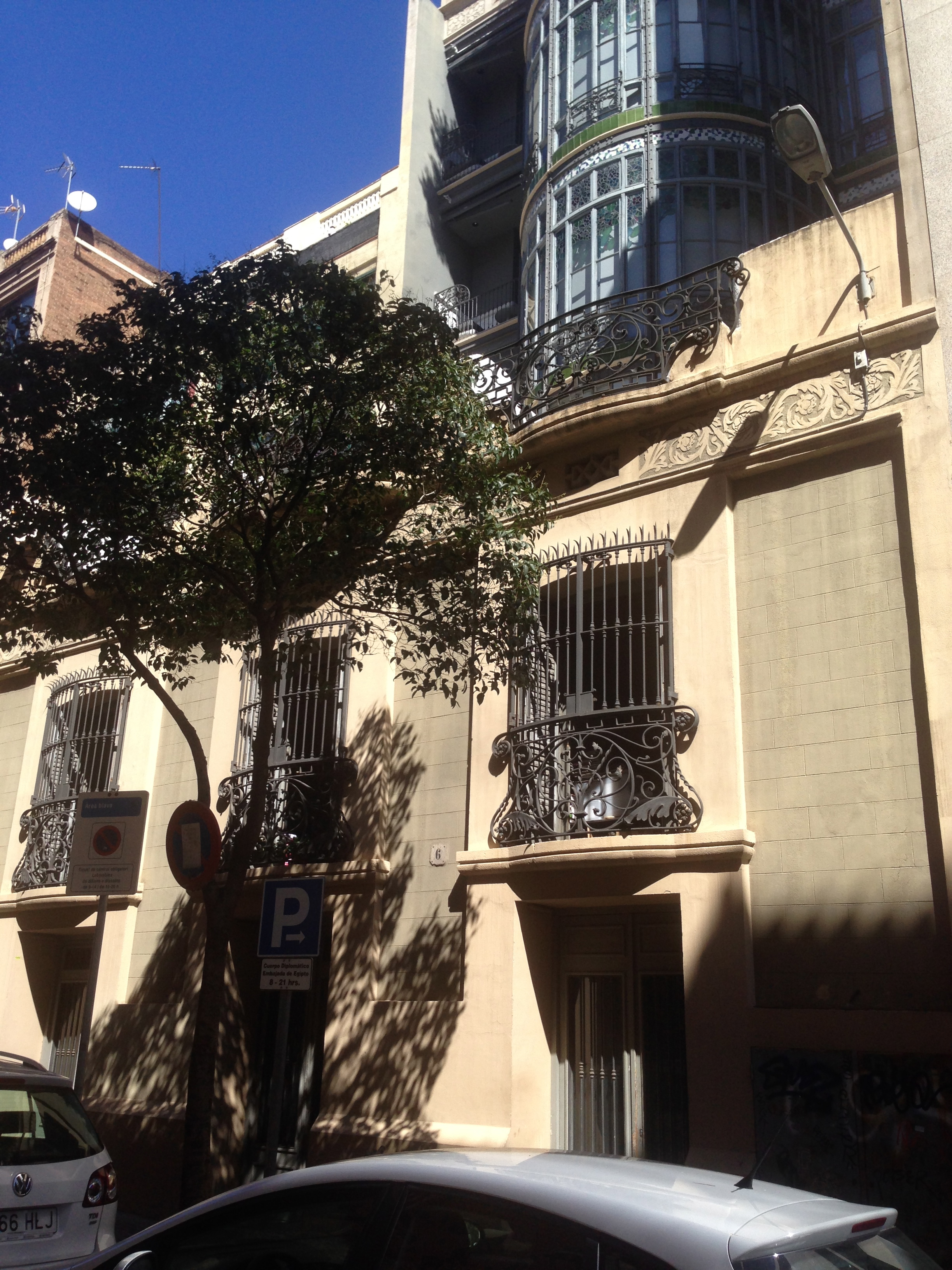
Façana posterior al carrer de la Riera de Sant Miquel